# Вајлуку (Хаваји)
Вајлуку (енгл. Wailuku) насељено је место за статистичке потребе у америчкој савезној држави Хаваји. По попису становништва из 2010. у њему је живело 15.313 становника.

## Демографија
Према попису становништва из 2010. у граду је живело 15.313 становника, што је 3.017 (24,5%) становника више него 2000. године.
| Група             | 2000.         | 2010.         |
| Белци             | 2.055 (16,7%) | 2.861 (18,7%) |
| Афроамериканци    | 29 (0,2%)     | 91 (0,6%)     |
| Азијати           | 5.174 (42,1%) | 5.693 (37,2%) |
| Хиспаноамериканци | 953 (7,8%)    | 1.572 (10,3%) |
| Укупно            | 12.296        | 15.313        |